# Rhagoletotrypeta annulata
Rhagoletotrypeta annulata är en tvåvingeart som beskrevs av Aczel 1954. Rhagoletotrypeta annulata ingår i släktet Rhagoletotrypeta och familjen borrflugor. Inga underarter finns listade i Catalogue of Life.